# Jules Lecomte
Jules Lecomte (1º gennaio 1883 – 17 agosto 1933) è stato un calciatore belga, di ruolo difensore.

## Carriera
Viene tesserato dall'Anversa nel 1901, facendo il suo esordio in partite ufficiali nel club nel corso della stagione 1902-1903, durante la quale disputa 5 partite nella prima divisione belga, nel corso delle quali mette anche a segno 2 reti. Nella stagione successiva gioca ulteriori 5 partite, mentre a partire dalla stagione 1904-1905 viene impiegato con maggior frequenza (ad eccezione della stagione 1910-1911 nella quale gioca solamente 3 partite, è spesso titolare per tutti gli anni dal 1905 al 1912). Rimane in rosa anche tra il 1912 ed il 1914, anni in cui però torna ad essere una riserva (4 presenze totali nell'arco del biennio). In carriera ha totalizzato complessivamente 117 presenze e 3 reti nella prima divisione belga.